# 李斯特露天市場

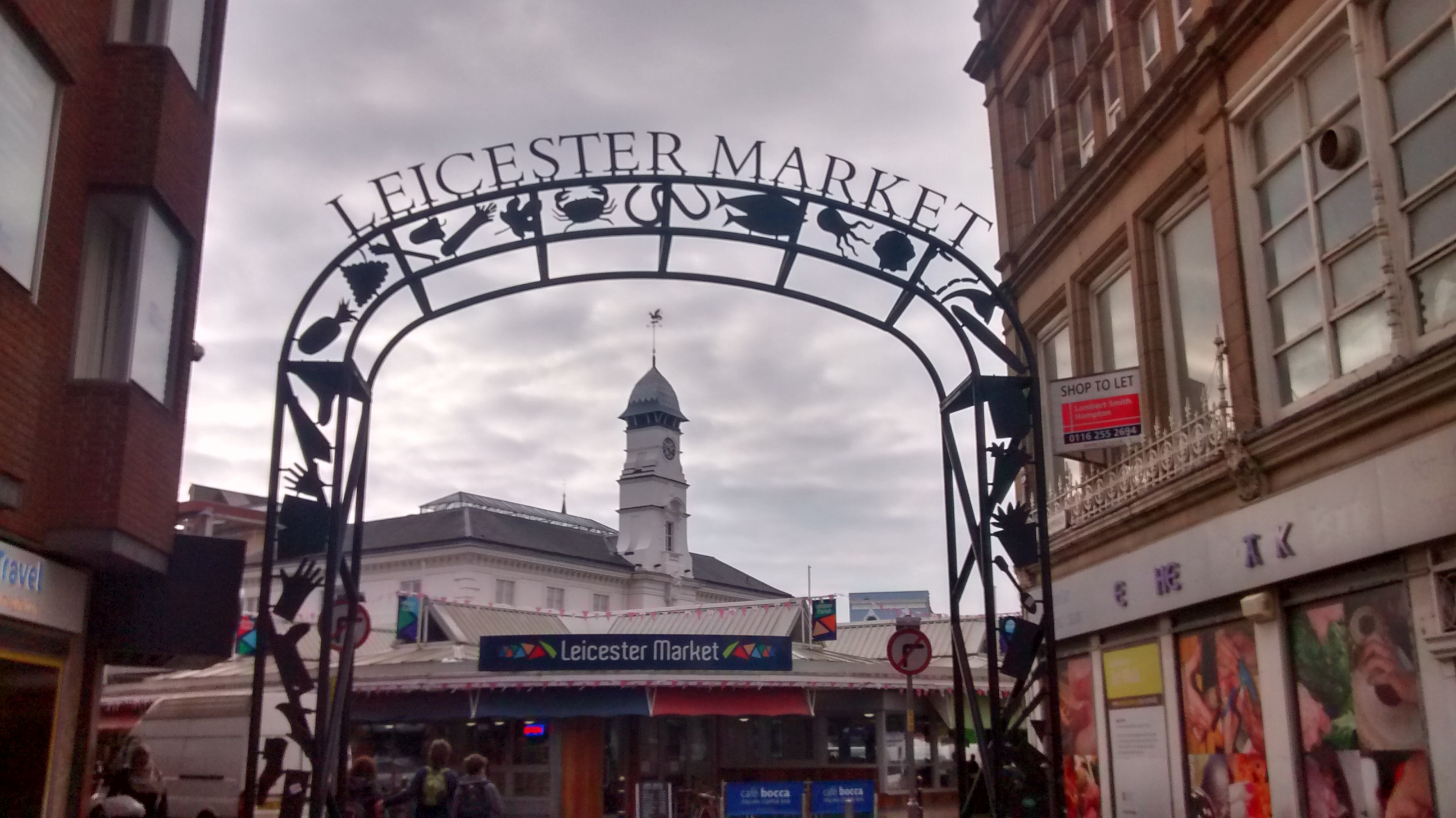
李斯特露天市場

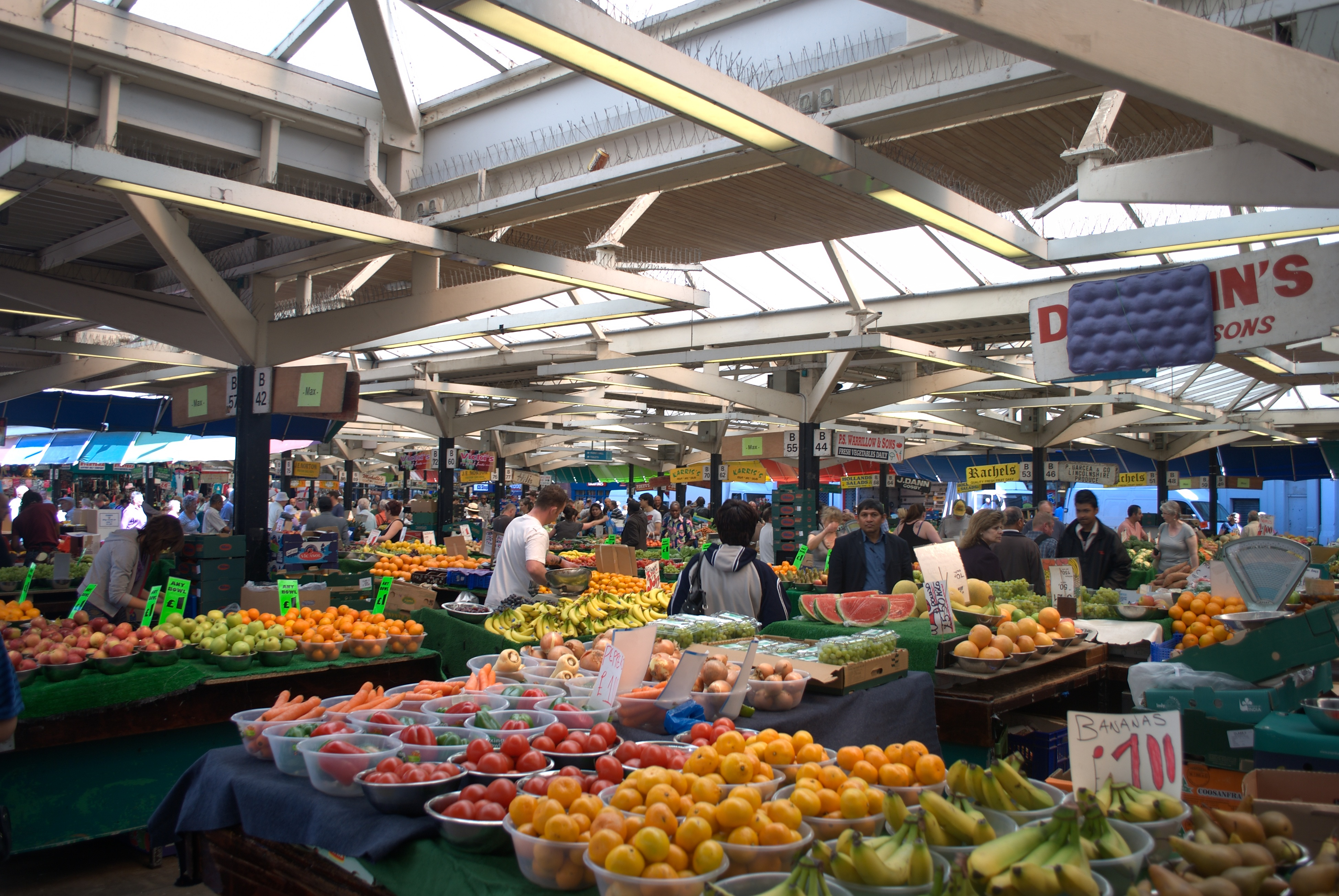
在李斯特露天市場售賣水果和蔬菜的攤檔

李斯特露天市場（英語：Leicester Market），又名萊斯特露天市場，位於英國李斯特城裡，乾草市場紀念鐘樓（英語：Haymarket Memorial Clock Tower）以南。它有著接近八百年的悠久歷史，在約七百年前就已搬到現址，是全歐洲最大的戶外有蓋市場。
露天市場的開放時間為星期一至日的上午 7 點到下午 6 點。這個有著超過 270 個貨攤的市場出售的貨品包羅萬象，特別是水果和蔬菜類；除此之外，還有鮮花、二手書籍、小擺設和珠寶手飾。而許多常駐的攤檔則售賣衣服、化妝品、布料，賀卡和寵物用品，一旁還有咖啡館。

露天市場的前身是一棟建於1973年的多層建築的室內市場；內裡有魚市場和熟食店，也有售賣衣服、雜貨、鞋類、珠寶、寶石和糖果的店舖。在2014年 12月到 2015年 6月期間被清拆，之後在舊址建造新市場廣場（New Market Square），也就是現在的李斯特露天市場。那裡的商人不是搬到谷物交易所旁新建的美食廣場（於2014年4月開幕），就是成為露天市場其中的攤檔。

李斯特谷物交易所（Leicester Corn Exchange）位於市場的正中心。最初在1850年作為交易中心而建，現時則用作為酒吧和餐廳。拉特蘭第五公爵 ¾ 約翰·曼納斯（John Manners）的雕像就建在交易所附近。
每月的最後一個星期三，「每月農夫市場」都會在 Gallowtree Gate 附近舉辦，專門售賣本地出產的有機水果，蔬菜和肉類。

## 歷史
李斯特露天市場受皇家憲章保護（而其憲章則可追溯到七百多年前），禁止任何市場在指定範圍（距離李斯特露天市場 6 英里以內）營運。
近年來，持有皇家憲章的市政會開始批准其他市場在市內營運。在2009年，市政會提議將許可證授予私人市場的發起人，讓他們在王權球場（英語：King Power Stadium，前稱 Walkers Stadium）經營週日市場。

## 外部連結
- 李斯特指南 （页面存档备份，存于）

52°38′5.2″N 1°7′59.0″W / 52.634778°N 1.133056°W